# Aconitum saxatile
Aconitum saxatile là một loài thực vật có hoa trong họ Mao lương. Loài này được Vorosch. & Vorob. mô tả khoa học đầu tiên năm 1962.